# Johannes Suryo Prabowo

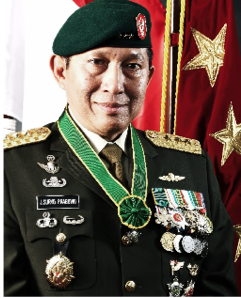
Generalleutnant Johannes Suryo Prabowo (2013)

Johannes Suryo Prabowo (* 15. Juni 1954 in Semarang, Niederländisch-Indien) ist ein indonesischer Offizier. Er ist nicht verwandt mit dem indonesischen Präsidenten Prabowo Subianto.

## Werdegang
Suryo Prabowo schloss 1976 die Nationale Militärakademie (Akmil) ab und gehörte fortan zu den Pionieren. Während seines Studiums an der Militärakademie nahm Suryo Prabowo an einem Kadettenaustausch des Royal Military College Duntroon in Australien teil und absolvierte verschiedene Spezialkurse. 1977 kam er während der Operation Seroja erstmals zum Kampfeinsatz nach Osttimor, in das Indonesien 1975 einmarschiert war. Suryo Prabowo war Einsatzleiter für Korem 164/Wira Dharma (Osttimor), dann als Geheimdienstchef für Korem 164/Wira Dharma Osttimor, dann als Kasiter für Korem 164/Wira Dharma und als Kasisopol für Korem 164/Wira Dharma, ab 1997 Stabschef für Korem 164/Wira Dharma und schließlich Wadanrem 164/Wira Dharma.
Zehn Jahre war Suryo Prabowo bei den Pionieren in Medan.
Suryo Prabowo war Kommandeur des Korem 164/Wira Dharma in Osttimor, als 1998 der stellvertretende Gouverneur Brigadegeneral Johanes Haribowo in den Ruhestand ging. Am 12. Mai folgte ihm Suryo Prabowo in dieses Amt. Allerdings trat Suryo Prabowo bereits am 28. Oktober 1998 wieder zurück. Er protestierte damit gegen die ausartende Korruption von Gouverneur José Abílio Osório Soares, in Zusammenhang mit der Anak Liambau Group, die der Familie des Gouverneurs gehörte. Die Korruption führte schließlich zu Demonstrationen, auf denen auch bald der Ruf nach einem Unabhängigkeitsreferendum laut wurden. Suryo Prabowo erklärte in einem Interview: „Osttimor ist nur ein Opfer politischer Abenteuer. Man wird nie verstehen, was dort wirklich passiert. (...) Das Verhalten der Regierungsbeamten bleibt arrogant und anmaßend. Tatsächlich geht es den Menschen zunehmend elend.“ Suryo Prabowo kehrte zum Hauptquartier des regionalen Militärkommandos Kodam IX/Udayana auf Bali zurück. Sein Rücktritt wurde von der Militärführung zunächst nicht akzeptiert. Man drohte ihn sogar als Deserteur zu behandeln. Allerdings waren den Vorgesetzten die Hände gebunden, weil Suryo Prabowo weiterhin als stellvertretender Gouverneur galt und damit unantastbar war. Armindo Soares Mariano, Sprecher des osttimoresischen Repräsentantenrat des Volkes (DPRD) gab an, man wisse nicht, warum Suryo Prabowo zurückgetreten sei, was in Indonesien bisher beispiellos war. Das Innenministerium entschloss sich schließlich, den Regionalsekretär Radjakarina Brahmana zum neuen stellvertretenden Gouverneur zu machen. Dabei wurde der reguläre Weg über den DPRD übergangen.

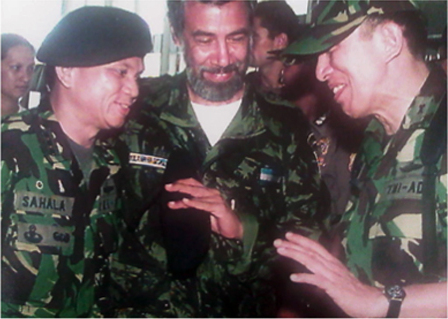
Suryo Prabowo (rechts) mit Xanana Gusmão (Mitte), 1999

1999 wurde Suryo Prabowo mit dem Infanteriebataillon 700 wieder nach Osttimor zurückgeschickt und stellvertretender Kommandeur der indonesischen Task Force (ITFET) unter dem Kommando von Polizei-Brigadegeneral James Daniel Sitorus. Sitorus hatte den Auftrag, nach erfolgreichem Unabhängigkeitsreferendum und letzter Gewaltwelle den Übergang der Kontrolle des besetzten Gebietes an die Internationale Streitkräfte Osttimor (INTERFET) zu überwachen.
Am 1. November 1999 verließ der letzte indonesische Soldat Osttimor im Rahmen einer Verabschiedungszeremonie, bei der neben Suryo Prabowo als Vertreter des indonesischen Militärs auch Xanana Gusmão der Präsident des CNRT teilnahm, der Chef der osttimoresischen Unabhängigkeitsbewegung. Suryo Prabowo brachte die letzte Flagge Indonesiens, die eingeholt wurde zurück.
Suryo Prabowo wurde später stellvertretender Geheimdienstoffizier der Sicherheitskräfte des Präsidenten. Er erhielt die Beförderung zum Brigadegeneral, wurde stellvertretender Kommandant der Sicherheitsgarde des Präsidenten (PASPAMPRES) und dann Stabschef der Militärregion III/Siliwangi. Als Generalmajor war er Kommandeur der Militärregionen I/Bukit Barisan und Jaya. Schließlich erhielt Suryo Prabowo den Rang eines Generalleutnants, wurde stellvertretender Chef des Heeresstabes und zuletzt von 2011 bis 2012 Chef des Generalstabs der Streitkräfte.

## Veröffentlichungen
- Menghantar Provinsi Timor Timur Merdeka Menjadi Timor Leste (deutsch Die unabhängige Provinz Osttimor zu Timor-Leste machen), Autobiographie zu Suryo Prabowos Dienst in Osttimor, 2024.